# 2S4 Tiulpan
El 2S4 Tiulpan (en rus 2C4 Тюльпан Tulipa) és un morter pesat autopropulsat soviètic de 240 mm desenvolupat el 1962  i posat en servei el 1972. Està pensat per a la destrucció d'edificis fortificats, fortificacions i equipament militar així com per a la destrucció d'objectes i objectius que no poden ser colpejats per altres canons d'artilleria.

## Història de la creació
El 1945 va acabar la Segona Guerra Mundial, i en aquell moment l'arsenal de la Unió Soviètica consistia principalment en canons autopropulsats d'assalt i antitanc. L'ús principal d'aquests canons autopropulsats era l'escorta directa d'infanteria i tancs i el foc directe contra objectius enemics. Al mateix temps, els països occidentals i els Estats Units tenien canons autopropulsats dissenyats per disparar des de posicions indirectes. A poc a poc, l'artilleria autopropulsada en aquests països va començar a desplaçar l'artilleria remolcada. La indispensabilitat de l'artilleria autopropulsada en els conflictes locals es va fer evident, per tant, durant el període de 1947 a 1953, es van dur a terme investigacions per crear nous obusos autopropulsats, però el 1955, sota la direcció de N. S. Khrusxov, es va aturar l'artilleria propulsada. Temps després, el Ministeri de Defensa de l'URSS va arribar a la conclusió que era improbable una guerra nuclear estratègica, ja que portaria a la destrucció d'ambdues parts en conflicte. Al mateix temps, els conflictes locals amb armes nuclears tàctiques podrien esdevenir més realistes. L'any 1964 es va dur a terme una anàlisi teòrica, els resultats de la qual van mostrar que l'ús d'artilleria autopropulsada juntament amb vehicles de comandament i personal redueix significativament el temps necessari per completar una missió de foc i també redueix el nombre de personal implicat en grups d'artilleria i vehicles de servei de la divisió.
Amb la dimissió de Nikita Khrusxov, es va reprendre el desenvolupament de l'artilleria autopropulsada a l'URSS. El 1965, el ministre de Defensa de l'URSS va aprovar un programa per al desenvolupament d'armes d'artilleria, que preveia el desenvolupament de complexos consistents en vehicles de comandament i personal i canons d'artilleria autopropulsats. El 1966, l'OKB-3 de la Planta d'Enginyeria de Transport Ural, sota el lideratge del dissenyador en cap G.S. Efimov, va començar el desenvolupament d'un nou morter autopropulsat de 240 mm, i el 1967, el decret del Comitè Central del PCUS i el Consell de Ministres de l'URSS núm. 609-201 del 4 de juliol es va publicar. D'acord amb aquesta resolució, es va iniciar oficialment el desenvolupament de l'R+D sota el nom de Tiulpan (índex GRAU - 2S4).
La planta d'enginyeria de transport d'Ural va ser designada com a desenvolupadora principal del 2S4; a causa de l'alta força de resistència al retrocés de 400 tf, es va decidir descarregar el xassís del canó autopropulsat i, en posició de combat, instal·lar el morter sobre una placa base recolzada a terra. Entre maig i juny de 1969, es va completar la producció dels tres primers prototips i el 20 d'octubre es van completar les proves de fàbrica, després de les quals es van enviar els prototips per a proves de camp. Després de completar les proves el 1971, l'exèrcit soviètic va adoptar el morter autopropulsat 2S4 Tiulpan. Havia d'entrar en servei amb les divisions d'artilleria de la reserva de l'Alt Comandament Suprem per substituir els morters M-240 remolcats de 240 mm.

## Producció en sèrie
La producció en sèrie del morter autopropulsat 2S4 es va llançar el 1972 a la planta d'enginyeria de transport d'Ural. A partir de 1972, el cost d'una unitat d'artilleria autopropulsada 2S4 era de dos-cents deu mil rubles. La producció del morter 2B8 va ser realitzada per la Planta Lenin de Perm. La producció de 2S4 va continuar fins al 1988 en només disset anys de producció, es van produir 588 morters 2B8.

## Característiques

### Cos blindat

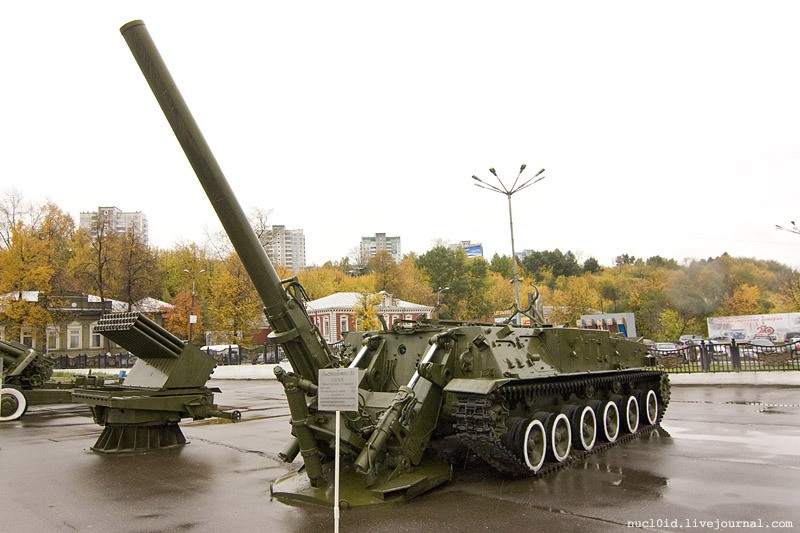
Un 2S4 Tiulpan en posició de combat a un museu de Perm

El morter autopropulsat 2S4 Tiulpan està fabricat segons el disseny original sense torreta amb un muntatge de canó obert. La carrosseria del vehicle està soldada amb plaques de blindatge d'acer laminat i es divideix en tres compartiments: compartiments de potència (motor i transmissió), compartiments de control i combat. El compartiment del motor i la transmissió es troba a la part davantera del casc a estribord. A l'esquerra hi ha el seient del conductor amb els controls del xassís. Darrere del seient del mecànic del conductor hi ha un lloc de treball del comandant del vehicle amb una torreta giratòria. El compartiment de combat es troba a la part central i posterior del casc. Les unitats d'estiba de tipus tambor mecanitzats s'instal·len a la part mitjana del casc per acollir munició transportable. A banda i banda de l'estiba al llarg dels laterals hi ha seients per als membres de la tripulació. A estribord davanter hi ha un seient d'operador, a la part posterior hi ha un seient d'artiller. Un seient de l'operador està instal·lat al costat esquerre. Dos dipòsits de combustible estan instal·lats a la part posterior del casc. A la placa posterior superior del casc hi ha bigues amb frontisses, sobre les quals es munta la part d'artilleria del morter autopropulsat. El morter 2B8 té dues posicions: viatge i combat. En la posició estibada, la placa i el morter es col·loquen al sostre del casc. En combat, el morter es replega mitjançant un sistema hidràulic i s'instal·la sobre una placa que recolza a terra.

### Armament

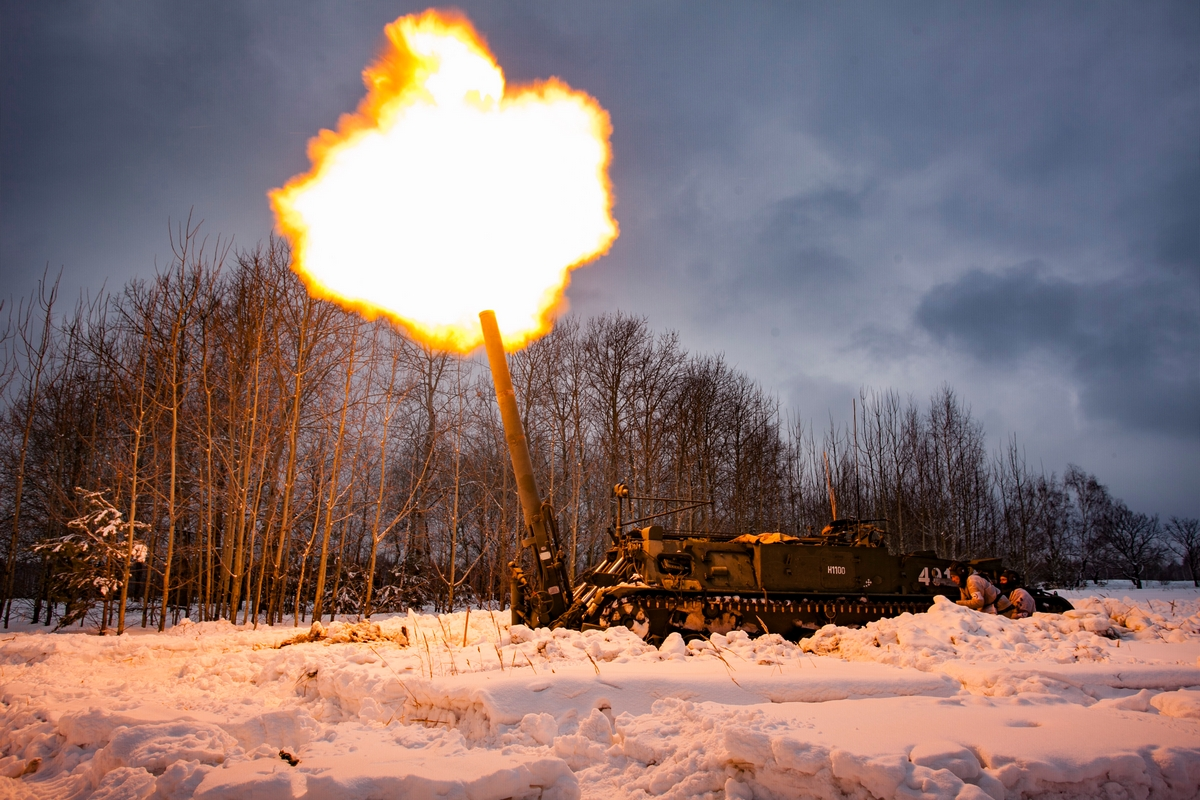
Un 2S4 Tiupan obrint foc

L'armament principal és un morter 2B8 de 240 mm de càrrega posterior. El morter està unit pel marc de la placa base a les bigues de la placa posterior superior del cos del xassís 2S4. Per apuntar en brut en el pla vertical (alinear la mira) i carregar el morter, s'utilitza un sistema hidràulic. En el pla horitzontal i per a una orientació precisa (establir els valors exactes de la mira i el transportador), s'utilitza un accionament manual. El morter es carrega amb el canó en posició horitzontal. Des de bastidors de municions mecanitzades, la mina s'alimenta a les guies, després de la qual cosa l'operador equipa la mina amb la càrrega necessària i, a continuació, el tret es carrega automàticament al canó. Per carregar des del terra, el morter 2S4 està equipat amb un cabrestant especial. El tir és disparat pel tirador mitjançant un comandament a distància especial. La munició transportable del Tuilpan és de 20 mines d'artilleria d'alt explosiu o 10 mines actives-reactives. La cadència de foc a un angle d'elevació de 60° i la posició mitjana del canó és d'1 tret en 62 segons.
La càrrega principal de munició del morter 2B8 inclou les mines d'alt explosiu 53-F-864 amb un rang de tir màxim de 9,65 km, així com les mines actives-reactives 3F2 amb un rang de tir màxim de 19,69 km. El 1982, es va adoptar el projectil ajustable Smelchak per al servei amb el 2S4. A més, per als morters M-240 i 2S4 de 240 mm, s'han desenvolupat els següents: mines incendiàries Saida, plenes de napalm i que formen fonts de foc estables en una superfície de 7,85 km² al voltant del centre del projectil, mines de clúster Nerpa, equipades amb elements de combat de fragmentació d'alt explosiu 3OF16, projectils nuclears amb un rendiment de 2 quilotones en versions convencionals i actives-reactives, així com projectils de neutrons Smola i Fata. A més, el morter autopropulsat 2S4 està equipat amb una metralladora PKT de 7,62 mm. La metralladora està muntada a la torreta d'un comandant giratori, els angles de guia vertical oscil·len entre -6° i +15°, i els angles de guia horitzontals oscil·len entre 164° a l'esquerra i 23° a la dreta. Per a les armes personals de la tripulació del morter, es proporcionen dos suports per als rifles d'assalt AKMS, així com un suport per a una pistola de senyal. Per combatre els vehicles blindats enemics, el casc de l'arma autopropulsada té suports per al llançagranades antitanc RPG-7V. La càrrega de munició transportable d'armes addicionals inclou: 1.500 cartutxos per a una metralladora, 600 cartutxos per a metralladores, 18 coets per a una pistola de senyal i 2 granades per a un llançagranades antitanc.

### Equips de vigilància i comunicacions
Per apuntar l'arma, realitzar reconeixements de la zona durant el dia i la nit, així com per disparar una metralladora, s'instal·la una mira combinada TKN-3A amb un reflector OU-3GK a la cúpula del comandant. La mira panoràmica MP-46M s'utilitza per apuntar el morter 2B8. La posició del mecànic del conductor està equipada amb dos dispositius d'observació prismàtica TNPO-160, així com un dispositiu de visió nocturna TVNE-4B per a la conducció nocturna.
La comunicació de ràdio externa és compatible amb l'estació de ràdio R-123M. L'estació de ràdio funciona en el rang VHF i proporciona una comunicació estable amb estacions similars a una distància de fins a 28 km, depenent de l'alçada de l'antena d'ambdues estacions de ràdio i del terreny. Les negociacions entre els membres de la tripulació es duen a terme mitjançant l'equip d'intercomunicació 1B11.

### Motor
El 2S4 està equipat amb un motor dièsel de quatre temps V-59U de 12 cilindres en forma de V de la família V-46, refrigerat per líquid amb sobrealimentació inercial amb una potència de 520 CV. A més del gasoil, el motor pot funcionar amb querosè de les marques TS-1, T-1 i T-2.
La transmissió és mecànica, de doble flux, amb un mecanisme de rotació planetari. Té sis marxes endavant i dues enrere. La velocitat màxima teòrica en sisena marxa endavant és de 62,8 km/h. En la segona marxa enrere, s'aconsegueixen velocitats de desplaçament de fins a 14 km/h.

### Xssís
El xassís 2S4 és un xassís del caçatanc SU-100P modificat i consta de sis parells de rodes de carretera recobertes de goma i quatre parells de corrons de suport. Hi ha rodes guia a la part posterior de la màquina i rodes motrius a la part davantera. El cinturó d'eruga està format per petits enllaços amb frontisses de metall i cautxú de l'enganxament de la llanterna. L'amplada de cada pista és de 484 mm amb un pas de 125 mm. Suspensió 2S4 barra de torsió individual. El primer i el sisè rodet de suport estan equipats amb amortidors hidràulics de doble cara.

## Historial de servei
El morter autopropulsat 2S4 va entrar en servei amb divisions individuals de morter autopropulsat de brigades d'artilleria d'alta potència de l'artilleria de reserva de l'Alt Comandament Suprem de les Forces Terrestres de l'URSS. La divisió estàndard constava de tres bateries de quatre morters autopropulsats 2S4 (un total de 12 morters a la divisió). Es va suposar que els morters de 240 mm, que formen part de les unitats de reserva de l'Alt Comandament Suprem, s'utilitzarien en una guerra a gran escala com a mitjà per reforçar els grups de suport d'infanteria, així com per fer tasques independents que requereixen un desplegament massiu de potència de foc.
A les Forces Armades russes, els morters 2S4 estan en servei amb brigades d'artilleria de subordinació de l'exèrcit: una divisió (12 unitats) a cadascuna i també a la 45a brigada d'artilleria d'alta potència de subordinació de districte per una quantitat de vuit unitats.

### Ús en combat

#### Orient Mitjà
Utilitzat per l'exèrcit sirià a la guerra de Yom Kippur. El seu ús no només va provocar la destrucció de les fortificacions, sinó que també va desmoralitzar els soldats israelians. Durant la guerra civil libanesa, els 2S4 sirians van ser utilitzats per bombardejar zones residencials de l'oest de Beirut.

#### Guerra afgano-soviètica
El morter autopropulsat 2S4 va rebre el seu bateig de foc a l'exèrcit soviètic durant la guerra de l'Afganistan. A causa de la seva mobilitat, el seu camp de tir i la capacitat d'assolir objectius enemics als vessants inversos de les muntanyes i als refugis, els morters 2S4 es van utilitzar àmpliament a l'àrea de responsabilitat de la 108a Divisió de Rifles Motoritzats. La bateria de morter, equipada amb Tiulpans, duia a terme principalment les tasques de destrucció de punts de tir en runes de pedra i coves, punts forts i armes de foc a carreteres, passos i a la zona del poble. Les mines d'alt explosiu van destruir eficaçment les estructures de tova i les fortaleses enemigues, mentre que els obusos de fragmentació d'alt explosiu de 122 mm es van quedar atrapats a les parets dels edificis fortificats. Després d'entrar en servei, les mines guiades Smelchak van començar a utilitzar-se activament. A partir dels resultats de l'ús de les rondes ajustables 3VF4, es va concloure que es necessitaven dues o tres mines convencionals d'alt explosiu per posar a zero i una o dues mines ajustables Daredevil per a la destrucció. El temps total per completar la tasca podria ser de 12 a 15 minuts. En total, durant les operacions de combat, segons A. B. Shirokorad, hi van participar unes 120 unitats 2S4, però, a l'1 d'agost de 1987, només 4 morters estaven oficialment catalogats al territori de l'Afganistan al 40è Exèrcit de l'URSS. En general, el morter 2S4 ha demostrat ser excel·lent segons els resultats del seu ús a l'Afganistan.

#### Segona Guerra Txetxena
Els morters autopropulsats Tiulpan van ser utilitzats de nou en la Segona guerra Txetxena, en particular durant la captura de Grozni a finals de 1999 - principis de 2000, demostrant una alta eficiència al foc. El gener-febrer de 2000, el 2S4 va disparar més de 1.500 obusos (dels quals 40 eren de cúmul) a Grozni, provocant una destrucció a gran escala de la ciutat. També es van utilitzar per destruir estructures defensives de formigó en assentaments muntanyosos, la destrucció de les quals no va ser possible amb l'ajuda d'artilleria de 152 mm. 10 unitats 2S4 de la 24a divisió independent de morters autopropulsats de morters d'alta potència van destruir el sistema defensiu de l'enemic en pocs dies.

#### Guerra al Donbàs
Utilitzat per separatistes prorussos (o tropes regulars russes) en batalles a l'aeroport de Luhansk el 2014 i batalles a l'aeroport de Donetsk el 2015, durant el conflicte armat de Donbàs.

#### Invació russa d'Ucraïna
Utilitzat per les forces russes durant la invasió russa d'Ucraïna. S'utilitza en la batalla de Mariúpol. Un 2S4 amb munició va ser destruït per les forces ucraïneses a l'àrea de Rubezhnoie, un altre 2S4 rus va ser destruït per la 55a brigada d'artilleria a la zona de Donetsk.  Per fonts d'Oryx van calcular que durant el conflicte, el bàndol rus ha perdut un total de 55 unitats, 52 destruïdes i 3  danyades.

## Operadors

### Actual

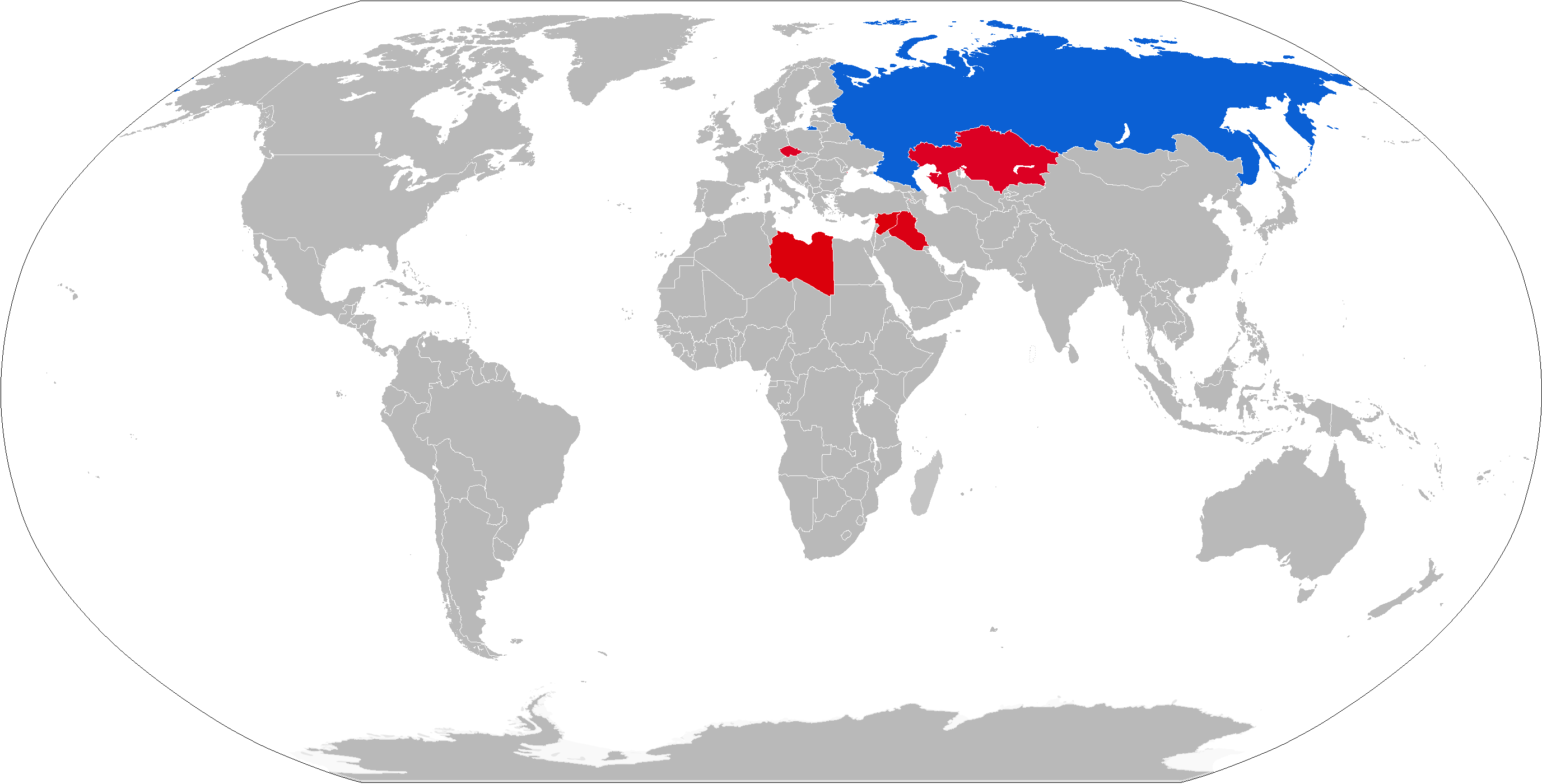
Països en blau són on tenen un 2S4 en servei. Països en vermell tenien un 2S4 en servei.

- Països en blau són on tenen un 2S4 en servei. Països en vermell tenien un 2S4 en servei. Rússia: 39 unitats en servei i 160 emmagatzemades a partir del 2024.[20]

### Antics
- Iraq: 10 2S4 van ser lliurades des de l'URSS el 1983.[21]
- Kazakhstan: almenys tres unitats de 2S4.[22]
- Líbia: una certa quantitat a principis dels anys 2000.
- Síria: 24 unitats estaven en servei amb les divisions blindades de l'exèrcit sirià.
- URSS 400 unitats de 2S4 a partir de 1991.[23]
- Txèquia: una certa quantitat a principis dels anys 2000.
- Txecoslovàquia: 8 unitats 2S4 van ser lliurades des de l'URSS durant el període de 1988 a 1989, transferides a la República Txeca.[21]

## Carros similars
- URSS 2S9 NONA
- Estats Units: M106 mortar carrier
- Japó: Morter autopropulsat tipus 60 de 107 mm
- Txecoslovàquia: Vz.85 ShM-120 PRAM-S